# South Park View (Kentucky)
Pour les articles homonymes, voir South Park View.
South Park View est une ville américaine située dans le comté de Jefferson, dans le Kentucky. Selon le recensement de 2020, sa population est de 0 habitant.